# Ренато Саинз
Ренато Саинз (14. децембра 1899 — 28. децембра 1982) био је боливијски фудбалер који је играо као везни играч. Током каријере играо је за Стронгест и имао је један наступ за репрезентацију Боливије, на Светском купу 1930. године.

## Достигнућа
- Прва дивизија - преднационална федерација Ера : 1

1930